# Тюа-Мот-Кот
Тюа-Мот-Кот (вьет. Chùa Một Cột, тьы-ном 񣘠𠬠榾, букв. «Пагода на одном столбе»), раньше Храм отдалённого спасения (Diên Hựu tự, 延祐寺, дьен хыу ты) и Башня цветка лотоса (Liên Hoa Đài, 蓮花臺, льен хоа дай) — буддийская святыня в центре Ханоя. Наравне с Ароматной пагодой считается наиболее известной пагодой Вьетнама.

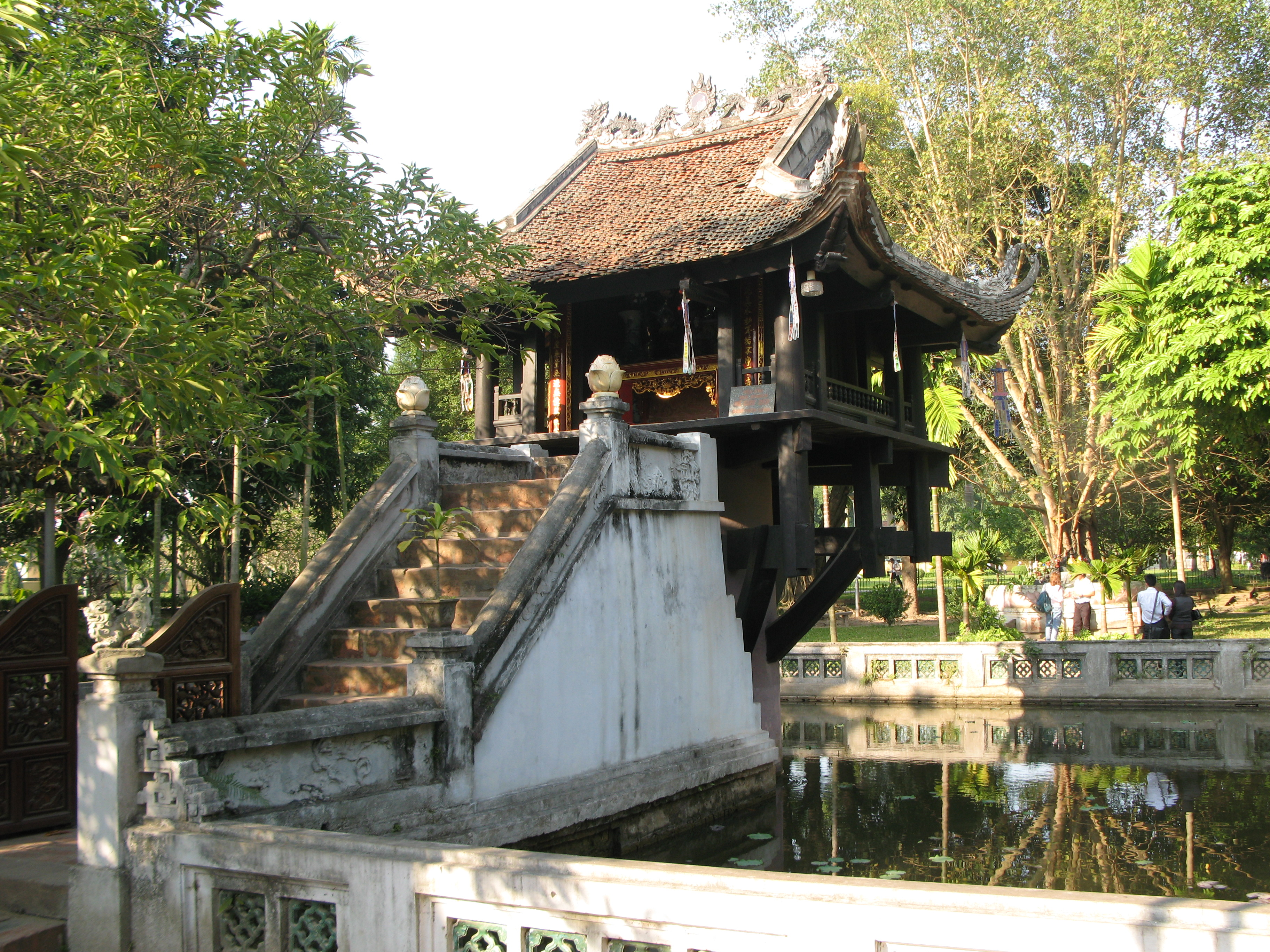
Ступеньки, ведущие к пагоде

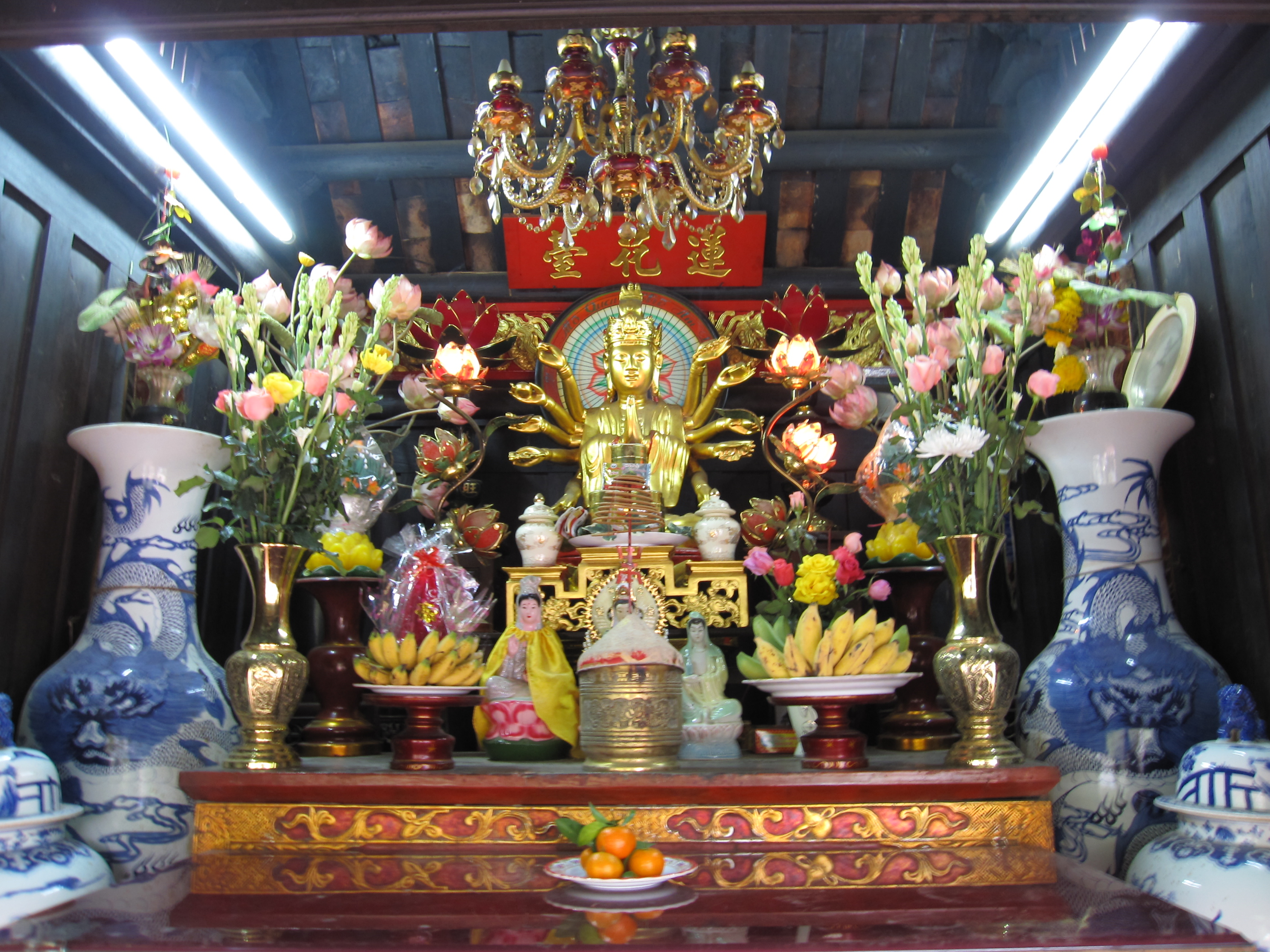
Святилище внутри пагоды, посвящённое бодхисатве всепрощения

Храм, построенный из дерева на единственном, прежде деревянном, столбе диаметром 1,25 метра, внешне напоминает цветок лотоса — буддийский символ чистоты. Ранее пагоду окружали другие храмовые постройки.

## История
Пагоду построил император Ли Тхай Тонг, правивший с 1028 по 1054 годы. Согласно придворной хронике, император не имел детей и однажды увидел во сне бодхисаттву Авалокитешвару, который сидел на цветке лотоса и передал Ли Тхай Тонгу в руки новорождённого сына. После этого император женился на крестьянке, которая родила ему сына. В благодарность Ли Тхай Тонг построил пагоду в 1049 году по совету монаха Тхьен Туэ (Thiền Tuệ), который предложил ему возвести столб на середине лотосового пруда, по мотивам сна.
Храм был расположен в столичном саду Тэйкам (Tây Cấm), до наших дней сад не сохранился. Перед открытием пагоды была организована молитва во здравие императора. В правление династии Ли в храме проводили ежегодную церемонию на праздник Фатдан (Phật Đản), день рождения Гаутамы Будды, на ней император погружал статую Будды в воду, а затем отпускал на свободу птицу, за которой затем бежали зрители. Церемония привлекала множество монахов и мирян.
Храм обновили в правление Ли Нян Тонга; для него отлили колокол, который собирались установить в 1109 году. Однако колокол (его отливка стала одной из крупнейших инициатив того времени) оказался слишком большим и тяжёлым, и установить его не получилось. Его отправили в поля близ храма Нятчу (Nhất Trụ). Тамошние места населяло множество черепах, и колокол стал известен как Колокол черепахового поля (Quy Điền chung, 龜田鍾, куи дьен тюнг).
После прихода к власти династии Чан храм потерял статус главного. В 1249 году в летописях по этому поводу писали: «Весной, в месяце январе, перестроенный храм Отдалённого спасения всё ещё стоит…».
Стихотворение «Храм отдалённого спасения», автор Хюэн Куанг:
| 延祐寺 上方秋夜一鐘闌 (蘭) 月色如波楓樹丹 鴟吻倒眠方鏡冷 塔光雙峙玉尖寒 萬緣不擾城遮俗 半點無憂眼放寬 參透是非平等相 魔宮佛國好生觀 | Diên Hựu tự Thượng phương thu dạ nhất chung lan Nguyệt sắc như ba phong thụ đan Si vẫn đảo miên phương kính lãnh Tháp quang song trĩ ngọc tiêm hàn Vạn duyên bất nhiễu thành giá tục Bán điểm vô ưu nhãn phóng khoan Tham thấu thị phi bình đẳng tướng Ma cung Phật quốc hảo sinh quan | Перевод на современный вьетнамский Нгуен Хюэ Ти Đêm thu chùa thoảng tiếng chuông tàn Phong đỏ, trăng ngời, sóng nguyệt lan In ngược hình chim, gương nước lạnh Sẫm đôi bóng tháp, ngón tiên hàn. Muôn duyên chẳng vướng: xa trần tục Một mảy nào lo: rộng nhãn quan Thấu hiểu thị phi đều thế cả Dầu ma dầu Phật, chốn nào hơn? |

В начале XV века Вьетнам был завоёван китайской династией Мин, и в 1426 году наступление будущего императора Ле Лоя вынудило захвативших Тханглонг переплавить колокол на оружие.

### В XX веке
В 1954 году, во время Индокитайской войны, пагода была уничтожена отступающими силами французской армии.
В конце 1950-х годов в Сайгоне, в районе Тхудык (Thủ Đức), была возведена её копия. Позднее ханойская пагода была восстановлена архитектором Нгуен Ба Лангом (Nguyễn Bá Lăng). Опорный столб вместо прежнего ствола тикового дерева был выполнен из бетона.
4 мая 2006 года Учётная организация (Tổ chức Kỷ lục Việt Nam) включила пагоду во Вьетнамский реестр достопримечательностей и номинировала в Азиатский реестр. Статус был присвоен 10 октября 2012 года в индийском городе Фаридабаде с формулировкой «храм с уникальной архитектурой».
В Москве по адресу Ярославское шоссе, д. 146, корпус 1 установлена копия пагоды. Церемония открытия состоялась 21 ноября 2013 года[значимость факта?].

## В культуре
Пагода изображена на монете номиналом 5000 вьетнамских донгов.